# Karl Ludwig von Mühlenfels
Karl Ludwig von Mühlenfels (* 26. Mai 1855 in Greifswald; † 23. August 1920) war ein deutscher Generalleutnant.

## Leben

### Herkunft
Karl von Mühlenfels war der jüngste Sohn des Königlich preußischen Geheimen Justiz- und Oberappellations-Gerichtsrates Ludwig von Mühlenfels (1793–1861) und Luise, geb. Guticke (1823–1872).
Der älteste Bruder Otto wurde später Eisenbahndirektionspräsident und sein anderer Bruder Seth Max von Mühlenfels (* 1853) wurde als Oberst u. a. Kommandeur des Infanterie-Regiment 95.

### Werdegang
Karl von Mühlenfels war 1900 bis 1903 als Major Kommandeur des 2. Bataillons des 1. Ostasiatischen Infanterie-Regiments in China. Im Juni 1901 erhielt er zum Roten Adlerorden 4. Klasse die Schwerter verliehen. Anfang 1903 kam er zurück in die Armee und wurde dem Grenadier-Regiment 11 aggregiert. Im gleichen Jahr wurde er hier zum Bataillonskommandeur ernannt und erhielt Ende Mai 1903 das Offizierkreuz des Königlich Italienischen St. Mauritius- und Lazarus-Ordens.
Von 1904 bis 1908 war er mit der Schutztruppe in DSWA. Hier nahm er am Völkermord an den Herero und Nama teil, war 1907 hier als Oberstleutnant Kommandeur des 1. Feldregiments und wurde 1908 in das Infanterie-Regiments 161 entlassen.
Als Oberst (Beförderung am 21. März 1908) war er vom 22. März 1908 bis 8. März 1912 Kommandeur des Infanterie-Regiments 161. Bis 1. Mai 1911 hatte er u. a. den Roten Adlerorden 3. Klasse mit der Schleife und Schwertern am zweimal schwarz- und dreimal weißgestreiften Bande, den Kronen-Orden 3. Klasse mit Schwertern, den Königlich Bayerischen Militärverdienstorden 3. Klasse mit Schwertern, das Großherzoglich Mecklenburgische Militärverdienstkreuz 2. Klasse, das Offizierkreuz des Königlich Sächsischen Albrechts-Orden mit Schwertern, das Komturkreuz 2. Klasse des Herzoglich Sächsischen Haus-Ordens und den Kaiserlich und Königlich Russischen St. Stanislaus-Orden 2. Klasse mit Schwertern erhalten. Anschließend wurde er als Generalmajor (Beförderung am 9. März 1912) Kommandeur der 44. Infanterie-Brigade (Kassel). Bis 1. Oktober 1913 blieb er Kommandeur und gab das Kommando an Theodor Nordbeck ab. Von Mühlenfels wurde Inspekteur der Landwehr-Inspektion Erfurt. Am 2. August 1914 übernahm er die neu aufgestellte 44. Reserve-Infanterie-Brigade und gab bereits am 15. September 1914 das Kommando wieder ab.
Mitte Februar 1915 wurde er mit der Aufstellung Kommandeur der 9. Landwehr-Division, welche aus der Division Mühlenfels gebildet wurde, und blieb dies offiziell bis 21. Mai 1917. Unter seinem Kommando kämpfte die Division u. a. in der Herbstschlacht in der Champagne und in der Schlacht um Verdun. Bereits am 6. März 1917 war er erkrankt in das Feldlazarett 285 gebracht worden.
Vom 17. Juni 1917 bis zur Auflösung am 17. Dezember 1918 war er Kommandeur der 25. Landwehr-Division.